# 达拉沃伊普拉姆
达拉沃伊普拉姆（Dhalavoipuram），是印度泰米尔纳德邦Virudhunagar县的一个城镇。总人口5371（2001年）。

## 人口
该地2001年总人口5371人，其中男性2667人，女性2704人；0—6岁人口608人，其中男325人，女283人；识字率71.23%，其中男性为77.69%，女性为64.87%。